# Parachronistis
Parachronistis é um gênero de traça pertencente à família Agonoxenidae.